# Nhóm ngôn ngữ Rhaetia-Rôman
Nhóm ngôn ngữ Rhaetia-Rôman hay Rhaetia là một nhóm ngôn ngữ thuộc nhóm ngôn ngữ Rôman được nói ở bắc và đông bắc Ý và ở Thụy Sĩ. Cái tên "Rhaetia-Rôman" dùng để chỉ tỉnh Raetia của Đế quốc La Mã trước đây. Cơ sở ngôn ngữ của nhóm được thảo luận trong cái gọi là Questione Ladina. Các ngôn ngữ Rhaetia-Rôman tạo thành một nhóm thuộc nhóm ngôn ngữ Rôman ở vùng Alps thuộc miền bắc Ý và Thụy Sĩ. Ban đầu được nghiên cứu bởi nhà ngôn ngữ học người Ý Graziadio Ascoli, vào năm 1873, Ascoli nhận thấy những ngôn ngữ này chia sẻ một số điều phức tạp và tin rằng chúng tạo thành một nhóm ngôn ngữ riêng. Điều khác biệt giữa các ngôn ngữ Rhaetia-Rôman với các ngôn ngữ Ý và các ngôn ngữ miền Tây khác là độ dài âm vị nguyên âm (nguyên âm nhấn mạnh dài), sự hình thành phụ âm và một chuỗi nguyên âm làm tròn giữa. Một vài ví dụ đáng chú ý của các ngôn ngữ này là tiếng Romansh, tiếng Friuli và tiếng Ladin, được chính thức công nhận cùng với tiếng Đức, tiếng Pháp và tiếng Ý, bởi chính phủ Thụy Sĩ và Ý. Tổng cộng có khoảng 660.000 người nói các ngôn ngữ Rhaetia-Rôman, đại đa số họ nói tiếng tiếng Friuli với khoảng nửa triệu người.

### Tiếng Friuli

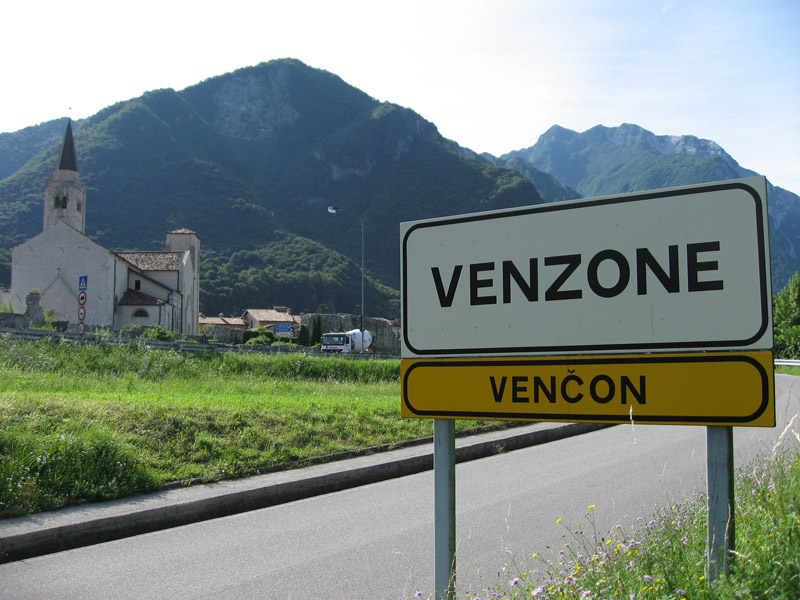
Biển báo song ngữ (tiếng Ý và tiếng Friuli) ở Friuli-Venezuela

## Phân chia

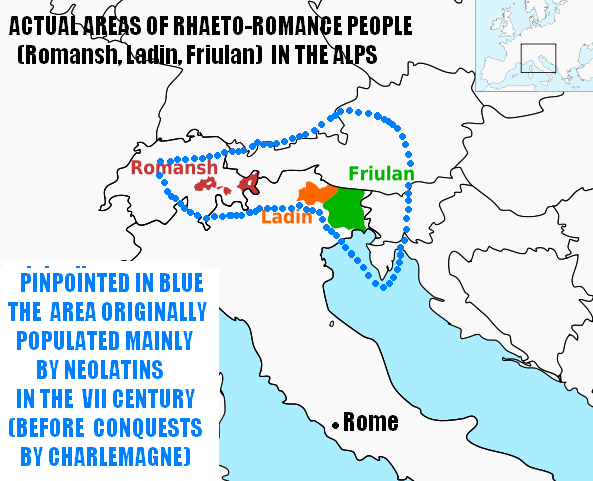
Tóm gọn khu vực của các ngôn ngữ Rhaetia-Rôman